# كيسي ماثيوز
كيسي ماثيوز (بالإنجليزية: Casey Matthews)‏ هو لاعب كرة قدم أمريكية أمريكي، ولد في 16 يناير 1989 في Northridge, Los Angeles ‏ في الولايات المتحدة.

## وصلات خارجية
- كيسي ماثيوز على موقع إي إس بي إن.كوم (أن.أف.أل)3
- كيسي ماثيوز على موقع مرجع كرة القدم المحترفة.كوم (الإنجليزية)